# Myrmica americana
Myrmica americana (лат.) — вид мелких муравьёв рода Myrmica.

## Распространение
Северная Америка: Канада и США.

## Описание
Мелкие рыжеватые муравьи длиной около 5 мм. Рабочие 4,5—5 мм, матки 6,5—8 мм, самцы 7—7,5 мм. Скапус усика в основании изогнут под прямым углом. Стебелёк между грудкой и брюшком состоит из двух члеников: петиолюса и постпетиолюса (последний четко отделен от брюшка), жало развито, куколки голые (без кокона).
В составе феромонов тревоги рабочих муравьёв обнаружен C8H16O или Octan-3-one.
Впервые был описан в качестве подвида Myrmica sabuleti subsp. americana Weber, 1939. В 1950 году повышен до отдельного видового статуса.

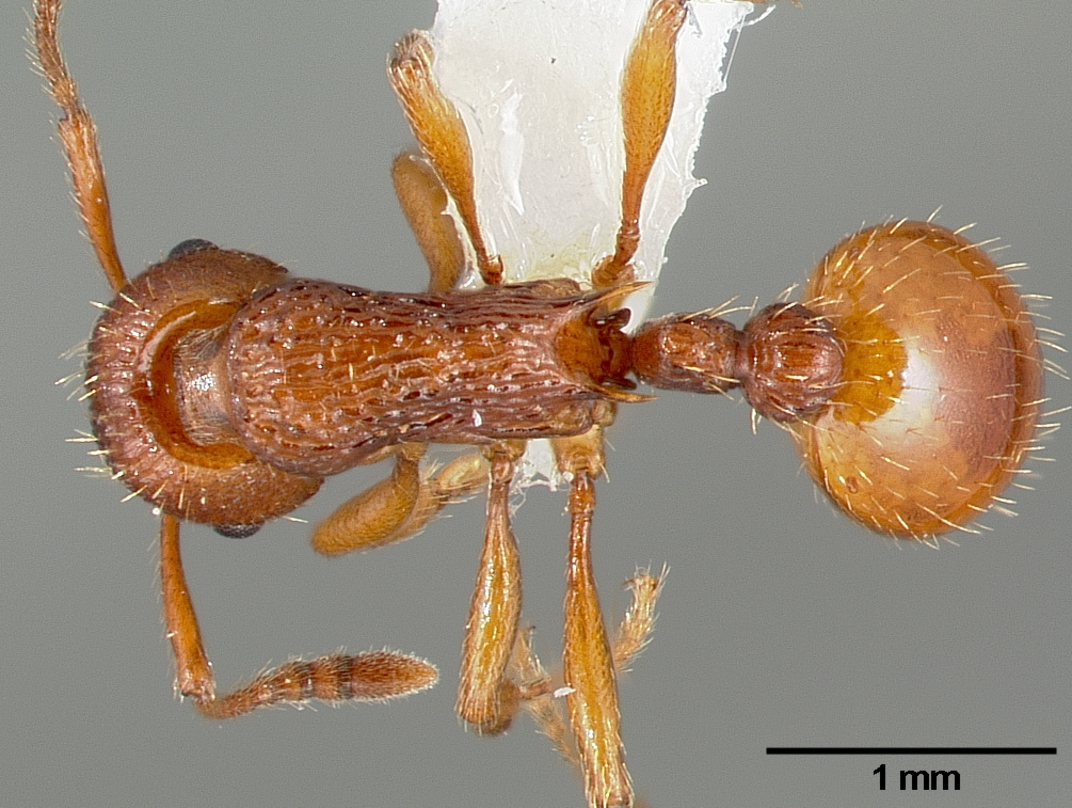
Вид сбоку
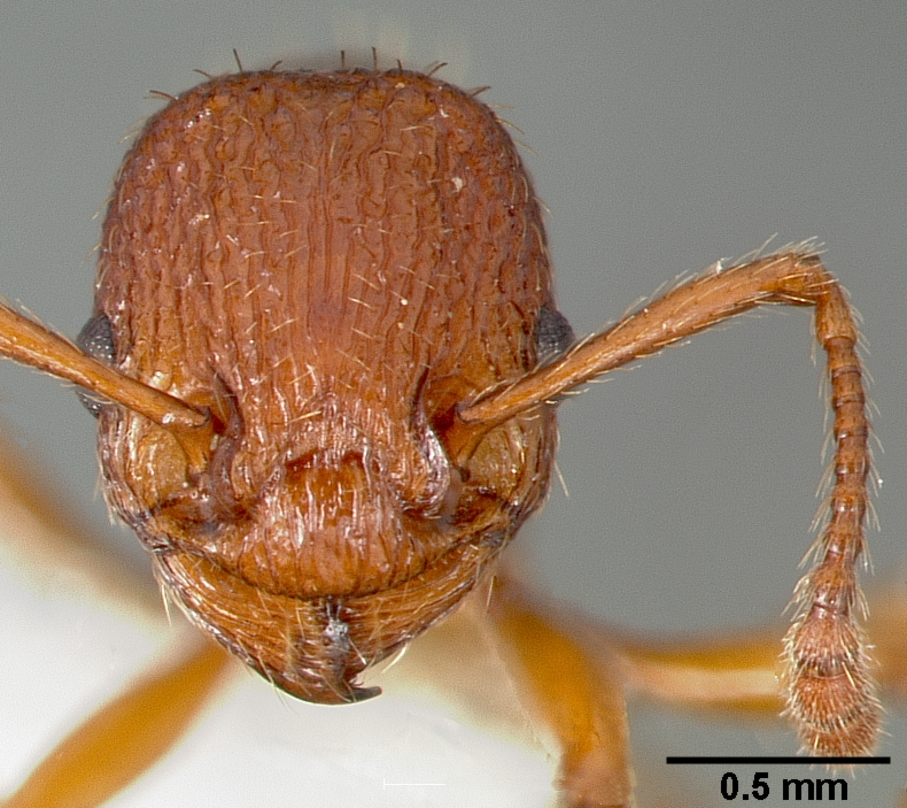
Голова